# Hyllisia multigriseovittata
Hyllisia multigriseovittata là một loài bọ cánh cứng trong họ Cerambycidae.